# Куанг Чи (провинция)
Куанг Чи (на виетнамски: Quảng Trị) (буквално Спокойствие под управление) е виетнамска провинция разположена в регион Бак Чунг Бо. На север граничи с Куанг Бин, на юг с Хюе, на запад с Лаос, а на изток с Южнокитайско море. Населението е 627 300 жители (по приблизителна оценка за юли 2017 г.).

## Административно деление
Провинция Куанг Чи се състои от един самостоятелен град Донг Ха, едно градче Куанг Чи и осем окръга:
- Кам Ло
- Кон Ко
- Да Кронг
- Жио Лин
- Хай Ланг
- Хуонг Хоа
- Трию Фонг
- Вин Лин